# Kanpyō (razdoblje)
Kanpyō, Kanbyō, Kanpei, Kanbei (japanski 寛平, hiragana かんぴょう、かんびょう、かんぺい、かんべい), neka romaniziranja bilježe i oblik  Kampyō, razdoblje je povijesti Japana mjereno po sustavu starinskog japanskog brojanja godina. Podrazdoblje je razdoblja Heiana. Uslijedila je nakon razdoblja Ninne. Trajala je od travnja 889. do travnja 898. godine.
Carevi koji su vladali u ovom razdoblju bili su Uda-tennō(宇多天皇) i Daigo-tennō(醍醐天皇).
Nakon Kanpyōa uslijedilo je razdoblje Shōtai.

## Promjena
- 4. veljače (Kanpyō gannen, 寛平元年): Novo je razdoblje stvoreno radi označavanja događaja ili niza zbivanja. Prijašnje je razdoblje okončalo a novo je započelo u Ninna 5, na 27. dan 4. mjeseca 889. godine.[3]

## Bitni događaji
- 889. (Kanpyō 1, 10. mjesec): Bivši car Yōzei nanovo je napala mentalna bolest. Dvorjane koje bi susreo pri ulasku izgrdio najtežim riječima. Bio je sve više bijesan. Svezivao je žene žicama glazbala i onda bacao tijela u jezero. Dok je jahao na konju, tjerao ga je da trči preko ljudi. Ponekad bi jednostavno nestao u planinama gdje je lovio divlje svinje i crvene jelene.[4]
- 4. kolovoza 897. (Kanpyō 9, 3. dan 7. mjesec):  u 10. godini carevanja cara Ude (宇多天皇10年), Uda je abdicirao. Njegov najstariji sin primio je sljednost (senso).[5]
- 6. kolovoza 897. (Kanpyō 9, 5. dan 7. mjeseca): Car Daigo formalno je stupio na prijestolje (sokui).[6]

## Vanjske poveznice
- Kokkaijska knjižnica (Knjižnica japanskog nacionalnog parlamenta), "Japanski kalendar" -- povijesni pregled i ilustrirani prikazi iz knjižnične zbirke